# 日本近代思想大系
日本近代思想大系（にほんきんだいしそうたいけい）は、1988年から1992年にかけて岩波書店より刊行された、日本思想史の叢書である。全24巻（うち別巻1）。

## 概要
『日本思想大系』（以下「思想大系」）の後継企画として刊行。第一回配本は1988年5月の『天皇と華族』（第2巻）、1992年4月の最終配本『近代史料解説・総目次・索引』（別巻）をもって完結。
編集委員は、加藤周一、遠山茂樹、中村政則、前田愛、松本三之介、丸山眞男、安丸良夫、由井正臣。
「思想大系」は、上代（大和時代）から江戸時代（幕末）までの資料文献を網羅しているのに対し、本大系は開国・維新から大日本帝国憲法発布前後の時期までの文献を収録している。
各巻構成は「思想大系」と同様に、「原文をそのままの形で読む」という趣旨により、詳細な解題・注釈を加えた本文テクスト、巻末に研究者による「補注」「解説」を収録。「思想大系」が大半は著者別編著となっているのに対し、本大系は全巻がテーマ別構成である。
先行の叢書では『明治文化全集』がほぼ同時期の文献を収録対象としているが、明治文化全集は「稀覯文献の復刻」という趣旨から、原則として各文献の全文テクストを収録しているのに対し、本大系ではより多くの文献を収録することを優先しているため、新聞・雑誌論説など比較的短いものを除けば、大半が抜粋収録になっている。

## 全巻の構成
| 通号 | タイトル・校注・刊行年月日・内容等 |
| ---- | --- |
| 1    | 『開国』田中彰 校注、1991年1月23日。ISBN 4-00-230001-3。 |
| 1    | 海防糸口 村田清風／朝鮮との関係につき意見書 大島正朝／環瀛筆記 久米邦武／夷国船の処置につき寛猛二策 向山源太夫／交易を許すの議につき上書 井伊直弼／米国国書につき上書 松平斉粛／異国船退治につき遊女渡世藤吉願書／アメリカ一条写 小嶋又次郎／異国人への返答の心得／瓦版／波濤新聞／遊清五録 高杉晋作／日の丸演説 伊藤博文／議題草案 西周／ブリーフ・スケッチ G.F.フルベッキ／小石川捨訴／米欧回覧実記第八十九巻 久米邦武／ペリー提督意見書 ペリー／フルベッキより内々差出候書 G.F.フルベッキ／問答 ジョセフ・ヒコ／国体草案 ジョセフ・ヒコ／日本国益諸案 ジョセフ・ヒコ／存奇書 ジョセフ・ヒコ／改革箇条書 ジョセフ・ヒコ／万国公法目次 ホイートン／万国公法第一巻第二章 ホイートン／オランダ国王の開国勧告 渋川敬直訳／参考 海軍卿宛ペリー書翰 ペリー／英国策論 E.サトウ／解説 田中彰 |
| 2    | 『天皇と華族』遠山茂樹 校注、1988年5月10日。ISBN 4-00-230002-1。 |
| 2    | 宮中の開花につき松平慶永書翰 松平慶永／鉄道開業式につき大原重実書翰(抄) 大原重実／華族の陸海軍従事奨励の朝旨／陸羽地方開発につき大久保利通書翰 大久保利通／王政復古の沙汰書／宮・堂上・諸官人への戒告／大坂遷都建白書 大久保利通／万機親裁の布告／菊紋章使用制限の件／服制改革の詔／大嘗会告諭および豊明節会での祝辞／皇族海陸軍従事の令／[参考]四民論(抄)／[投書]軍旗授与式の情景／京都府下人民告諭大意／奥羽人民告諭／鶴舞県人民教諭書／改暦の詔書／神武紀元の布告／旧暦習俗取締りの布告／[投書]盆休みを可とすべし／天皇写真奈良県へ下附／天皇写真売買の禁令／北海道巡行の上奏稿 三条実美／直訴取締りの通達／福島県下の状況につき上奏／巡行の記 岸田吟香／論説 奇怪の風説の真偽／論説 巡行見物の感想／巡行沿道各県内示の大意 大久保利通／沿道地方官心得書／供奉巡査帯剣伺書／新潟県の沿道取締り方針／論説 巡行は公事にあらず／論説 各地学校の景況 横瀬文彦／下伊那郡人民総代巡行請願書／随行の記 野田千秋／論説 巡行の時にあらず／論説 巡行地方人民に告ぐ 草間時福／巡行報道記事取消方の件／論説 巡行の意義について／秋田県由利郡人民へ賞賜／巡行路の記／論説 外飾を施すことなかれ／天皇の修養につき上書案 岩倉具視／太政官を宮中に移すとの上奏 伊藤博文／『書経』進講 元田永孚／参考 『論語』進行 元田永孚／『国体新論』排斥の建言書 海江田信義／『国体新論』絶版広告 加藤弘之／論説 加藤君の著書絶版せしを論ず／国民気風論 西周／無天雑録(抄) 植木枝盛／論説 尊王論／論説 専断主義を駁す／論説 帝王は神種にあらず／論説 再び専断主義を論ず／論説 帝王論／論説 帝王論第二編／論説 帝王非神論第三／勤王論 島田三郎／論説 毫釐の差千里の謬 中江兆民／基督教と皇室 植村正久／『東京曙新聞』社説処罰の件／前島豊太郎演説処分につき司法省伺／「違勅者」荒川高俊犯罪処罰の件／論説 不敬罪適用の範囲を問う／皇室財産を設置すべしとする意見書 岩倉具視／直隷御料地設置につき意見書 山県有朋／論説 皇室財産を設置するは不要／女帝を立るの可否／論説 皇室典範の公布を望む 陸羯南／皇室典範に関する枢密院議事録(抄)／華族の称制定の布告／禄制改革につき宮・華族へ口達／華族外国留学の勅諭／華族の綱紀につき上疏案 岩倉具視／華族陸海軍従事につき陸軍省取調書／華族の武官養成につき請願書 岩倉具視／論説 華族諸氏に告ぐ／華士族論 島地黙雷／華士族論 小野梓／華族を武辺に導くの説 福沢諭吉／論説 福沢君の献白書を読む 高井俊／論説 質疑 国沢会造／論説 華族に人文の自由なし／論説 貴族廃すべし 高橋基一／華族新撰の議／華族叙爵につき意見書 井上毅／維新功臣を華族に列するにつき上奏 三条実美／栄爵を授ける詔と華族令／論説 反動の潮勢／論説 華族令／論説 華族令および授爵の私疑／論説 新華族の設は国会準備の一なるか／華族世襲財産法案審議の元老院会議筆記(抄)／論説 真影の禁を論ず 高木登／『朝野新聞』投書の華族徒食者論争 深井了見／大庭成章「不敬」演説処罰の報道／巡行延期説につき佐佐木高行日記 佐佐木高行／天皇信仰につき渡辺作左衛門談話 渡辺作左衛門／侍補の役割につき元田永孚書翰 元田永孚／侍補廃止につき佐佐木高行日記 佐佐木高行／『国体新論』絶版につき佐佐木高行日記 佐佐木高行／華族会議開催につき中山忠能等届出 中山忠能ほか／華族学校設立につき岩倉具視書翰 岩倉具視／投書 人爵の妄念を除け 高月平等生／解説 遠山茂樹 |
| 3    | 『官僚制 警察』由井正臣・大日方純夫 校注、1990年11月22日。 |
| 3    | 内閣職制九変考／徴士招命の達／徴士罷免につき嘆願書 広沢真臣 木戸孝允／人材の精選任用につき達／藩命による帰国につき大久保利通書翰 大久保利通／旧藩の嫌疑につき上言 陸奥宗光／徴士制度改革につき達／政府内部の対立につき佐佐木高行日記 佐佐木高行／建国策 岩倉具視／国政改革案 江藤新平／全国一致の論議 大隈重信／政体につき建白 西郷隆盛／制度変更意見 伊藤博文／立法・行政に関する建言 木戸孝允／内務省新設の議 宮島誠一郎／在官者の守秘義務につき達／欧米留学生任用につき大鳥圭介書翰 大鳥圭介／財政に関する建議案 井上馨 渋沢栄一／内務省職制私考草案 伊地知正治／立憲政体に関する意見書 大久保利通／官吏改革意見 井上毅／官吏懲戒例につき元老院会議筆記／府県奉職規則／旧制との絶縁につき達／地方行政に関する奏上につき報告 伊藤武重／地方官採用と町村会開設につき意見書 木戸孝允／高知県庁の状況につき伊藤博文書翰 伊藤博文／県官任期例／府県職制説明 井上毅／内閣職制意見 井上毅／内閣の組織につき佐佐木高行日記 佐佐木高行／事務章程通則制定につき建議 山県有朋／諸省事務章程通則／議院内閣制否定につき井上毅書翰 井上毅／内閣制度創設の詔／官紀五章 伊藤博文／公文式／公文式を読む／文官試験試補及び見習規則／官吏服務紀律／内閣官制／官吏論 都筑馨六／超然主義 都筑馨六／郡長及び区戸長に位階を与うるの失を論ず／官吏演説禁止への反対論／地方政務の改良を望む／新内閣に対する疑問／内閣総理大臣の意見書／事務取扱方を改めざるべからず／更革私議／勅任官／官民の位置関係を改定すべし／官吏服務紀律を読む／割拠を防ぐの策如何／ポリス設置につき木戸孝允日記 木戸孝允／邏卒設置につき佐佐木高行日記 佐佐木高行／ポリス設置上申書／ポリスにつき石田英吉等建言書 石田英吉ほか／番人設置の趣旨／警察制度につき建議 川路利良／警察制度確立につき上申 大久保利通／旅券を発行するの議 川路利良／我日本国の基本 川路利良／警察手眼 川路利良／警視庁再置を乞うの議 佐和正／地方警察巡回復命書 ヘーン／警察事項に関する演説 清浦奎吾／巡査礼式／巡査の心得につき達／巡査の私論党議禁止につき達／巡査の会合宴飲禁止につき達／巡査娶妻につき達／巡査教習所設置につき上申 安藤則命／警視盟約改定意見 安藤則命／警察官訓練につき上申 山県有朋／取締組規則／東京番人規則／警察規則案／行政警察規則／警務要書(抄)／注意報規則設立の大意／戸口調査の問答書／戸口調査の規則と心得／戸口調査法改正の議 小川政孝／内局定員増加意見 三橋勝到／機密通報内則／機密通信内規／政治警察の強化につき演達 山県有朋／高等警察探偵使用内規／千葉県巡査の記録 野平忠右衛門／日本地方の警察／警察官の責任 藤田茂吉／警察官独立せざるべからず／巡査帯剣についての婆心／近代官僚制の成立過程 由井正臣／日本近代警察の確立過程とその思想 大日方純夫 |
| 4    | 『軍隊 兵士』由井正臣・藤原彰・吉田裕 校注、1989年4月24日。ISBN 4-00-230004-8。 |
| 4    | 北地凱旋の兵を処するの案 伊藤博文／朝廷の兵制につき意見書 大村益次郎／海陸軍興張策につき集議院答議／海軍振興につき弾正台建議／軍務前途の大綱につき兵部省上申／兵部省前途の大綱／海陸軍整備につき兵部省建白／海軍創立につき兵部省建白／海陸軍の費用分配等につき省議／海陸軍の編制方針につき布告／徴兵規則／御親兵につき兵部省へ達／軍備につき兵部省大少輔建議／海陸軍省分立の達／主一に賦兵を論ず 山県有朋／殉難者合祀の沙汰書・布告／江戸城における招魂祭祭文／戦死者調査の沙汰書／東京招魂社創建につき軍務官達／東京招魂社へ合祀につき建言 林友幸／靖国神社と改称するにつき太政官達／徴兵の詔と告諭／徴兵令／兵制につき建白書 山田顕義／徴兵の実態につき陸軍省年報／徴兵忌避につき建議 大山巌／改正徴兵令／陸軍常備兵を廃するの論 吉田多々／兵制改革論 青木匡／再び兵制改革を論ず／土著兵論 中江兆民／兵家徳行 西周／軍人訓誡 山県有朋／軍人勅諭／軍律／読法／海陸軍刑律／軍紀風紀につき陸軍省年報／軍隊内務書／兵学校規則／士官教育につき意見 大島貞謙／兵学令／海軍兵学寮規則(抄)／教導隊生徒募集の達／陸軍士官学校条例／士官養成につき意見 山県有朋／陸軍士官心得 浅井道博／幹部教育につき陸軍省年報／軍隊教練につき監軍訓令／将校団教育訓令／進隣邦兵備略表 山県有朋／陸海軍拡張につき上申 山県有朋／海軍拡張につき意見書 岩倉具視／軍備拡張につき親諭／軍備拡張の勅語と沙汰書／軍備拡張につき陸海軍省へ内達／軍事意見書 山県有朋／海軍の説 加藤政之助／陸軍優先論 高橋基一／海軍振興は急務なるか 高橋基一／再び曙新聞を読む 高橋基一／富強の策如何／護国の元気は独り戎備に存せず 曾田愛三郎／兵備を論ず／陸海軍拡張の議／兵の本意を論ず／軍備要論(抄) 曾我祐準／参謀沿革誌／参軍官制陸軍参謀本部条例／参謀本部条例／ポツダム離宮衛兵につき報告 児玉源太郎／亜欧兵制書(抄) オフトン／兵制の基本につき木戸孝允日記 木戸孝允／メッケルの司令官司建制意見 メッケル／軍制につきジュ・ブスケ建議 ジュ・ブスケ／四民皆兵の議 谷干城／ 解説 由井正臣ほか |
| 5    | 『宗教と国家』安丸良夫・宮地正人 校注、1988年9月22日。ISBN 4-00-230005-6。 |
| 5    | 異宗防御につき見込 大原重徳／神祇官の任務につき上申書／祭政一致の趣旨確立すべき旨意見書／神鏡奉遷・教部省設置につき左院建議／田中頼庸神祇官を復し教導寮等設置につき建白 田中頼庸／伊勢神宮遷座につき教部省伺／浦田長民著『大道本義』批判 浦田長民／千家尊福教信徒への示諭書 千家尊福／神道を以て宗教となすは皇室の瑕瑾たる事／官国幣社組織・教導職統轄改革につき建議／神道を尊信教とすべき旨建言／神道のあり方につき意見書 千家尊福／他神祇院設置につき建議 佐々木高行／神官教導職分離につき意見書／神官有志神祇官設置陳情書／弥彦神社本地仏焼却事件／神鏡買求一件／苗木藩葬祭処分／石見国安濃郡・邇摩郡騒動／越前護法一揆／森重古静岡県下説教日記(抄)／美作国久米南条郡高尾村騒擾／神宮動座阻止一件／御岳行者皇居侵入事件／愛国講社の商会類似行為／三重県西山村騒擾／神宮大麻をめぐる葛藤／神田神社の祭神問題／説教をめぐる葛藤／島根県下の黒住教統制／旧秋田藩士のハーバー殺人事件／月性仏法護国論／慨癡道人護国新論／東本願寺の神仏一体思想／神宮大麻と守札についての東本願寺布達／島地黙雷教部省開設請願書／翁媼問答／神社号廃すべき論／排神論／宗教論／偶像教を排す／地獄極楽論／神官・僧侶は何ぞ卑屈なるや／神も人に屈するか／神道を宗教視するの利害／国教とは何ぞや／国教の利害／祭教分離論／浦上四番崩れの発端／キリシタン殺害の福江藩士取調書／キリシタン攻撃につき訴願／浦上キリシタン弾圧に関する対話書／日本基督公会教会規則／諜者免職願／府中宿伝道一件／聖公会の信教自由の要求／奉教趣意書／イエスを信ずる者の契約／講談で耶蘇教攻撃／キリスト教信徒の祭礼拒否／キリスト教排斥の村規約／宗教関係法令一覧 宮地正人／神教組織物語 常世長胤／浦上村耶蘇教探索書／神祇官本義 大国隆正／浦上問題につき意見書 大国隆正／大国隆正神道興隆につき意見書 大国隆正／伊勢神宮改革意見書 元田直／神宮遷座得失論 浦田長民／神祇官再興の議につき建白 北原稲雄／建白につき左院上陳理由書 田中頼庸／神祇官を復する議につき建白 千家尊福ほか／千家尊福・田中頼庸大教官設置建言 千家尊福／井上毅教導職廃止につき意見書 井上毅／宗教の自由につき意見書 井上毅／神道は宗教にあらざるの論 西沢之助／丸山作楽神祇官再興につき意見書 丸山作楽／神祇局設置案 井上毅／三条教則批判建白書 島地黙雷／大教院分離建白書 島地黙雷／宗教の自由につき建言 吉田次郎／阿部真造による異宗徒説諭大概 阿部真造／アダムス書翰における岩倉の天皇制見解 アダムス／耶蘇教信仰一件 伊藤定右衛門／耶蘇教信仰一件 高橋市右衛門／転宗一件 鈴木孫四郎ほか／解説 安丸良夫／国家神道形成過程の問題点 宮地正人 |
| 6    | 『教育の体系』山住正己 校注、1990年1月22日。ISBN 4-00-230006-4。 |
| 6    | 普通教育の振興につき建言書案 木戸孝允／徳川家兵学校付属小学校の掟書／国是綱目 伊藤博文／教育普及のため国字国文改良の建議 前島密／大教を宣布するの詔／洋学の科目 福沢諭吉／京都学校の記 福沢諭吉／学制実施細目につき太政官指令／学制につき被仰出書／巡視功程説諭 西潟訥／第二大学区巡視報告 西村茂樹／第三大学区巡視報告 九鬼隆一／教育令布告案／教学聖旨／教育議 伊藤博文／教育議附議 元田永孚／地方学事視察につき上書 河野敏鎌／教育令改正案／人心教導意見案 井上毅／小学校教員心得／学制に関する勅諭／学政要領 森有礼／埼玉県尋常師範学校における演説 森有礼／兵式体操に関する建言案 森有礼／教育は自由にせざるべからず 植木枝盛／干渉教育・再論干渉教育 中江兆民ほか著／泰西勧善訓蒙(抄) 箕作麟祥編・訳／幼学綱要(抄) 元田永孚／小学唱歌集(抄)／物理階梯緒言 片山淳吉／初等幾何学教科書凡例 菊池大麓／「国のすがた」につき下田歌子書簡 下田歌子／国のすがた 下田歌子／改正教授術1 若林虎三郎／著白井毅／善良なる母を造る説 中村正直／官立女子師範学校生徒入学心得書／女子教育の事 福沢諭吉／女子教育の利害を論ず／女子の教育 加藤弘之／女子の教育を論じ併せて耶蘇教拡張の法を説く 外山正一／女学の解 巌本善治／婦人に関する新語 田口卯吉／幼稚園創立法 関信三／盲啞学校創立につき建白 山尾庸三／訓盲所説立の広告文／小学校開設についての新聞記事／入学拒否についての新聞記事／識見を以て旧習を破るべきの論 本山彦一／少年園発刊の主旨 山県悌三郎／小公子序文 若松賤子／東京図書館和漢書分類目録(抄)／書籍館につき意見 田中稲城／アメリカの図書館につき概況報告(抄) 田中稲城／教草(抄) 博物館の議 大久保利通／普通教育の件につき地方長官会議筆記／徳育涵養の義につき建議／中村正直草案 中村正直／山県有朋宛井上毅書簡 井上毅／井上毅草案 井上毅／井上毅宛元田永孚書簡 元田永孚／井上毅宛芳川顕正書簡 芳川顕正／教育勅語 山県有朋宛元田永孚書簡 元田永孚／ベル宛内村鑑三書簡 内村鑑三／不敬罪と基督教 植村正久／勅語と基督教 柏木義円／勅語衍義 井上哲次郎 |
| 7    | 『法と秩序』石井紫郎・水林彪 校注、1992年3月26日。ISBN 4-00-230007-2。 |
| 7    | 参考 刑律仮定についての行政官布告／参考 単行法令等一覧／仮刑律修改箇所一覧／付録 刑法・治罪法／史料解題 水林彪／仮刑律的例／新律綱領・改定律令／解説 石井紫郎／仮刑律 |
| 8    | 『経済構想』中村政則・石井寛治・春日豊 校注、1988年10月24日。ISBN 4-00-230008-0。 |
| 8    | 由利公正の紙幣発行建白書 由利公正／金札発行に関する太政官布告／伊藤博文の貨幣・紙幣・公債発行方法に関する建議 伊藤博文／鉱山心得書 工部省／大久保利通の殖産興業に関する建議 大久保利通／大隈重信の財政収支安定の根本策に関する建議 大隈重信／大久保利通の海運保護育成策 大久保利通／大久保利通の直輸出会社設立の建議 大久保利通／国立銀行条例改定に関する諭書 大久保利通 大隈重信／大久保利通の行政改革についての建言 大久保利通／大隈重信の不換紙幣消却など財政四件についての建議 大隈重信／直輸出奨励政策の提言 前田正名／通貨制度改正についての建議 大隈重信／松方正義の「財政管窺概略」 松方正義／農商務省設立の建議 大隈重信 伊藤博文／中央銀行設立についての建議 大隈重信 伊藤博文／松方正義の「財政議」 松方正義／前田正名の「興業意見」未定稿 前田正名／横浜正金銀行と日本銀行との関係についての松方正義の意見 松方正義／田租改革についての建議 神田孝平／津軽藩の士族帰農政策／殖産興業政策と税制改革についての建議 井上馨 吉田清成／土地売買解禁と収税法についての建議 大久保利通 井上馨／陸奥宗光の田租改正についての建議 陸奥宗光／地租改正事業の全国一律実施構想／岡山県地主豪農の地租改正構想／分一税法案／地租改正方法草案／井上馨・吉田清成の秩禄処分と外債募集についての書簡 井上馨 吉田清成／森有礼の外債募集による家禄処分案批判 森有礼／木戸孝允の禄税批判と減禄制の建議 木戸孝允／大隈重信の家禄・賞典禄廃止の建議 大隈重信／岩倉具視の士族授産に関する建議 岩倉具視／日本鉄道会社創設に関する建議および岩倉具視の演説／地方官僚の産業政策につき批判の新聞投書／開拓使官有物払下げに対する批判／生糸荷預所事件につき東京横浜毎日新聞論説／生糸荷預所事件につき郵便報知新聞社説／田口卯吉の三菱会社助成金批判 田口卯吉／福沢諭吉の貿易立国論 福沢諭吉／田口卯吉の租税減少による富国論 田口卯吉／福沢諭言の「立国の脊骨」 福沢諭吉／徳富蘇峰の田舎紳士論 徳富蘇峰／岩崎弥太郎の三菱会社社制改革に際しての告諭 岩崎弥太郎／三井銀行創立に際しての盟約書／三井物産会社創立につき同族と物産会社社主との約定書／五代友厚の「財政救治意見書」 五代友厚／渋沢栄一の演説「本邦工業の現状」 渋沢栄一／古橋暉児の富国構想 古橋暉児／岡田良一郎の「勤倹論」 岡田良一郎／萩原鐐太郎の在来産業の振興と富国構想 萩原鐐太郎／上毛繭糸改良会社の聯合生糸荷預所への質問状／鉄道建設に関するブラントンの意見書 ブラントン／貨幣鋳造についてのキンドルの建議 キンドル／工部省設置についてのモレルの建議 モレル／横浜生糸改会社についての外国商人の批判／開拓使顧問ホラシ・ケプロン報文(抄) ホラシ・ケプロン／シャンドの改正国立銀行条例批判 シャンド／ワーグナーの第二回内国勧業博覧会報告書(抄) ワーグナー／明治前期における資本主義体制の構想 中村政則 石井寛治 |
| 9    | 『憲法構想』江村栄一 校注、1989年7月24日。ISBN 4-00-230009-9。 |
| 9    | 最新論 加藤弘之／大久保忠寛の公議会論／赤松小三郎の議政局論／船中八策 坂本竜馬／日本国総制度 津田真道／藩論／国事意見書 岩倉具視／国法会議の議案 江藤新平／下議院を設くるの議 後藤象二郎 伊地知正治／立憲為政の略議 福島昇／下議員結構の議案 窪田次郎／民撰議院設立建白書 板垣退助ほか／建言書(抄) 宇加地新八／国会開設願望の建言依頼書草稿 新庄厚信ほか／国会開設の儀 松村弁治郎／国会開設建言書 柏田盛文／国約憲法制定懇願書 沢辺正修ほか／国会設立を請う建言 佐久間昌言ほか／嚶鳴社憲法草案／憲法草稿評林 小田為綱ほか／大日本国憲法 沢辺正修ほか／日本帝国憲法(五日市憲法草案) 千葉卓三郎ほか／私擬憲法案註解 伊藤欽亮／日本憲法見込案 内藤魯一／日本国国憲案 植木枝盛／国会組織要論 星亨／大隈重信国会開設奏議／岩倉具視憲法大綱領／憲法試草 井上毅／日本政府代議政体論 森有礼／憲法論 陸奥宗光／立法及び行政権柄の施行に関する法律仮案 ルードルフ／スタイン氏憲法草按 シュタイン／日本帝国憲法草案 ロエスエル／女性の参政権につき願書 楠瀬喜多／国民合約論 笹島吉太郎／国会手引草 鈴木舎定／権利の源／同胞姉妹に告ぐ 岸田俊子／大日本帝国憲法衍義(抄) 伊東巳代治／立憲政体改革の急務 島田邦二郎／大日本帝国憲法／幕末明治前期の憲法構想 江村栄一 |
| 10   | 『学問と知識人』松本三之介・山室信一 校注、1988年6月22日。ISBN 4-00-230010-2。 |
| 10   | 洋学論 中村正直／家塾生ニ示ス心得書 阪谷素／五科口訣記略 西周／芝新銭坐慶応義塾之記／開化ヲ進ル方法ヲ論ズ 津田真道／学問ハ淵源ヲ深クスルニ在ルノ論 西周／局外窺見 福沢諭吉／統計論 呉文聰／思想ノ説 馬場辰猪／学問弁 大鳥圭介／東洋学会ノ前途 西村茂樹／共存同衆条例／交詢雑誌緒言／学士会院ノ成立ヲ要ス／教育国会ヲ創設スルノ議 田中不二麿／呈翰林院規則考案 野村素介／東京学士会院規則／学者ノ職分ヲ論ズ 福沢諭吉／福沢先生ノ論ニ答フ 加藤弘之／学者職分論ノ評 森有礼／学者職分論ノ評 津田真道／非学者職分論 西周／人ノ説ヲ咎ム可ラザルノ論 福沢諭吉／論通常之教養 小野梓／学者都会ニ輻輳スルノ弊ヲ論ズ 大江孝之／東京専門学校開校祝詞 小野梓／同志社大学設立之主意之骨案 新島襄／東京法学社開校ノ趣旨 明治法律学校設立ノ趣旨 変則独逸学校ヲ設クルノ議 山県有朋／独逸国へ転国の願書 穂積陳重／独逸学及ビ支那学 尾崎行雄／斯文学会開設告文／学位授与式祝辞 加藤弘之／古典講習科乙部開設ニツキ感アリ書シテ生徒ニ示ス 中村正直／文学会員ニ告グ 福沢諭吉／専門学校ノ切要ヲ論ズ 小幡篤次郎／学術ト実業ノ関係 福地源一郎／帝国大学令／特別認可学校規則／同志社私立大学設立ノ計画 中江兆民／又同志社私立大学ノ設 中江兆民／人民の手に依りて成立する大学 徳富蘇峰／大学の独立を論ず 朝比奈知泉／大学論 陸羯南／国家的教育と個人的教育 高田早苗／実物学派ノ問ニ答フ 高田早苗／哲学ノ必要ヲ論ジテ本会ノ沿革ニ及ブ 井上円了／哲学ノ範囲ヲ弁ズ 三宅雄二郎／学術と宗教 スピンネル／法律大意講義 ポワソナード／法律学ノ一大革命 穂積陳重／政治学講義 フェノロサ／政治原論四則 山田一郎／経済学は何を論ずる学問なるか 田口卯吉／経済実学講義(抄) 中川恒次郎／増補社会進化論(抄) 有賀長雄／史学会雑誌編纂ニ付テ意見 ルードウィヒ・リース／新しい学問の形成と知識人 松本三之介／日本学問の持続と転回 山室信一 |
| 11   | 『言論とメディア』松本三之介・山室信一 校注、1990年5月22日。ISBN 4-00-230011-0。 |
| 11   | 新聞紙 福沢諭吉／遣欧使節の西洋新聞社中へ加入の意見／西洋雑誌創刊の識語 柳河春三／内外新報創刊の辞 橋爪貫一／新聞雑誌奨励の達／新聞投書箱設置告示及び掲示文／新聞紙購読勧誘布達／新聞説話会開催願書／新聞会社設立願／海外新聞購読勧奨告諭／新聞縦観所規則／新聞一覧についての達／書籍読覧見科願／新聞講義会設立願／東京日日新聞日報社通信依頼状／解訳新聞関係書類／書籍館開設布達／曹洞宗教導職の新聞購読決議についての記事／新聞雑誌配売沿革／新聞縦観所につき新聞雑報／新聞分析論 細川瀏／言論自由論 植木枝盛／言論の自由 中江兆民／輿論とは如何なる者ぞ 末広重恭／輿論必ずしも善良ならず 青木匡／郵便を論ず 小野梓／読売新聞改良の趣意 高田早苗／大新聞と小新聞 高田早苗／文学的勢力、定時刊行物の発達 陸羯南／言論文章果して幾何の勢力あるや 田口卯吉／新聞記者 陸羯南／世のうはさ／横浜毎日新聞／新聞雑誌／東京日日新聞／日新真事誌／郵便報知新聞／公文通誌／大西新聞／朝野新聞／東京日日新聞大錦／読売新聞／あけぼの／仮名読新聞／大阪日報／大阪新報／有喜世新聞／東京曙新聞／東京横浜毎日新聞／高知新聞／東洋自由新聞／明治日報／東海暁鐘新聞／日本立憲政党新聞／時事新報／大東日報／自由新聞／改進新聞／紫溟新報／絵入自由新聞／内外政党事情／絵入朝野新聞／開花新聞／自由燈／今日新聞／警察新報／燈新聞／めさまし新聞／東雲新聞／東京電報／みやこ新聞／日本／国民新聞／あづま新聞／補注 新聞解題／洋々社談／江湖新報／文明新誌／草莽事情／団団珍聞／扶桑新誌／群馬新誌／東京経済雑誌／嚶鳴雑誌／北海道開拓雑誌／愛国新誌／六合雑誌／東京輿論新誌／江湖新報／国友雑誌／女学新誌／北辰雑誌／国民之友／西洋叢談／日本人／政論／人民／愛民／補注 雑誌解題／日本全国新聞記者評判記 大井通明／会議法則案 神田孝平／演説の法を勧むるの説 福沢諭吉／演説会の説 西周／演説の主義を論ず 中村正直／舌の効用 末弘重恭／日本傍聴記録法 田鎖綱紀／三田演説会規則／三田演説会舎開館の祝辞 小幡篤次郎／三田演説会の記録／演説日録 植木枝盛／都賀演説会の申合規則／都賀演説会の記録／川越町政談演説会の景況／出版の自由を望む論 津田真道／歴史と出版条例との関係／讒書律を置くの議 万里小路通房／参考 讒書律草案／泰西讒謗律の解 穂積陳重／新聞紙条例駁議 木庭繁／新聞紙を祭る文 成島柳北／新聞紙の悪徳を論ず 福地源一郎／日本新聞紙論 花田直正／新聞紙条例改正意見書 尾崎三良／明六雑誌出版廃止の議案 福沢諭吉／東京日日新聞社説 福地源一郎／西園寺公望の奏文 西園寺公望／東洋自由新聞社説／檄文／官吏講談の質疑／集会条例は明文外に迨ぶもの乎／集会の益を論ず 肥塚竜／新聞紙禁止停止・演説中止解散処分心得書 警保局／政談演説会の届出／政談演説会中止および官吏侮辱の経緯／公判言渡書と警保局の処理／政談演説等に学校施設使用禁止の県達の取消を求める建議と討論／保安条例についての戯評 菊石隠士／出版取締の所管／新聞紙条例／出版条例／讒謗律／集会条例・演説条例／新聞投書家列伝(抄) 津田権平／傍聴諸君に告ぐ 沼間守一／講談を論ず 浅野乾／大隈重信の法令公布の日誌創定についての建議 大隈重信／井上毅の官報新聞発行意見 井上毅／山県有朋の官報発行の建議 山県有朋／福地源一郎の論説「官報」 福地源一郎／小松原英太郎の投書 小松原英太郎／柴田知行の投書 柴田知行／松野元毅の投書 松野元毅／英国新聞紙開明鑑記の叙言 安川繁成／解説 松本三之介 |
| 12   | 『対外観』芝原拓自・猪飼隆明・池田正博 校注、1988年11月22日。ISBN 4-00-230012-9。 |
| 12   | 対外和親、国威宣揚の布告／国威宣揚の宸翰／外交・会計・蝦夷地開拓意見書 岩倉具視／対朝鮮政策三箇条につき外務省伺／朝鮮論稿 柳原前光／米欧使節派遣の事由書／特命全権使節の使命につき意見書 伊藤博文／憲法制定の建言書案 木戸孝允／台湾蕃地処分要略 大久保利通／朝鮮遣使に関する取調書 大久保利通／朝鮮と日本の関繋／樺太問題・朝鮮政策につき意見書 榎本武揚／朝鮮政略意見案 井上毅／甲申事変処理につき意見書 井上毅／条約改正問題意見書 井上馨／外交政略論 山県有朋／琉球処分案について 松田道之／ビスマルク論／欧洲諸国は群雄割拠に外ならず／ロシアの勝利の影響を畏る／英領インド独立論／欧洲各国の不平党／「メール」記者の誤謬を正す／慈母毒鬼と化す／東洋諸国の形勢／魯国虚無党の景状／攻守の得失を論ず／エジプト処分及び各国の関係／魯国内外の事情を論ず／ドイツ内閣を論ず／内外の緩急／国権拡張論／東洋諸国は万国公法の利益を分取せず／外交政略の標準を諭す／ビルマ征服せらる／豈二十余人のみの不幸ならんや／シベリア大鉄道と東亜三国との関係／支那決して軽侮すべからざるなり／魯清果して戦端を開くべきか／東洋の気運／興亜の問題及び東洋の現勢／曷為れぞ其れ仏国を咎むるや／支那の敗北は日本の幸なり／外患に対する政体の得失／四十年来の日本及び支那／江華島を論ず／征韓の兵は興すべからず／主戦論は無策なるのみ／外征やむなし／朝鮮討つべきを論ず／ロシアの東洋に於ける挙動／朝鮮を処するの政略を論ず／「東京日日新聞」朝鮮按を読む／朝鮮を処するの政略／朝鮮を待つの政略を論ず／朝鮮果して無政府なる乎／ヂョン・ブライト氏がエジプト措置の意見／東洋の大勢大計を論ず／大陸の関係／朝鮮処分／我邦の支那に対する政略如何／日本兵の武力を宇内に示すべし／朝鮮を以て第二のポーランド国と為す勿れ／高麗半島の現状 陸羯南／列国相ひ約して朝鮮の独立を保護す可し／日清両国の外交政略及び其外交家／琉球は確乎たる我が属国には非ず／琉球処分論／琉奴討す可し／琉球の処分／沖縄県民を鄭重に遇待するを希望す／「日日新聞」「報知新聞」の想像論を駁す／東洋の風浪／沖縄事件／補注 池田正博／変革を論ず 草間時福／トルコの危急は対岸の火事に非ず 久保田貫一／魯勝土敗は東洋の不利に非ず 杉山繁／各国交際の形勢を論ず 杉山繁／大に賀すべく大に憂ふべし 西郷景光／「琉奴討す可し」を読む 横地敬三／対朝鮮政策につき榎本武揚書翰 榎本武揚／内外の情勢につき柳原前光書翰 柳原前光／欧洲の見聞につき伊藤博文書翰 伊藤博文／琉球人民の幸福 箕浦勝人／魯国形勢論 高橋基一／強兵富国論 箕浦勝人／世界大野蛮論 植木枝盛／外交論 馬場辰猪／外交を論ず 小野梓／エジプト事件を論ず 末松謙澄／外交論 中江兆民／清国軽視すべからざる論 杉山繁／清民の奮って強魯に抗するを聞きて感あり 浅野乾／東洋連衡論 草間時福／琉球談判の結局 波多野承五郎／支那語学の要用なるを論ず 草間時福／琉球の独立せしむ可きを論ず 植木枝盛／開化と開化の戦争 関輪正路／脱亜論 福沢諭吉／遊清余感 杉田定一／支那朝鮮をして倨傲心を増長せしむる勿れ 尾崎行雄／朝鮮人民のために其国の滅亡を賀す 福沢諭吉／日支韓事件に関するの意見 徳富蘇峰／朝鮮鎖攘家の乱 浅野乾／日支聯合果して恃むべき耶 野手一郎／解説 芝原拓自 |
| 13   | 『歴史認識』田中彰・宮地正人 校注、1991年4月26日。ISBN 4-00-230013-7。 |
| 13   | 坤輿図識(抄)・坤輿図識補(抄) 箕作省吾／世界国尽(抄) 福沢諭吉／英史(抄) 大島貞益／世界風俗往来 中金正衡／仏国革命史(抄) ミニェ／仏蘭西文明史(抄) ギゾー／日本史綱(抄) 嵯峨正作／文明論之概略(抄) 福沢諭吉／恩 副島種臣／復古記編纂を乞うの議／大政紀要(抄)／国家の大事を暴露する者の不忠不義を論ず／英国文明史(抄) バックル／中井弘の重野安繹宛書翰 中井弘／依田学海日記(抄) 依田学海／川田博士外史弁誤の説を聞きて 重野安繹／格朗穵(抄) 竹越与三郎／御諭論 沢宣嘉／君民同治論 尾崎三郎／英国議院濫觴 尾崎三郎／須因頓氏万国史(抄) スウィントン／復古記の編修再開を乞うの議 長松幹／史学協会創立の趣旨 丸山作楽／朝綱史(抄) 黒川真頼／楠公忌辰演説 内藤耻叟／仏安関係始末(抄) 参謀本部陸軍部編纂課編著／史論 飯田永夫／直隷総督李鴻章に呈するの書 曾根俊虎／泰西史鑑(抄) ウェルター／族民的の建国並びに族民主義 ブルンチュリ／神道は祭天の古俗 久米邦武／久米邦武氏に質す 佐伯有義／編年史編纂委員を如何せん 岩下方平／日清両国協力の前提条件 高橋基一／縄風猷補典教 岡島安平／栗田寛の井上毅宛書翰 栗田寛／鴉片始末(抄) 斉藤竹堂／亜細亜鎖港論 瓢遊居士／海外新話(抄)・海外新話拾遺(抄) 嶺田楓江／英国志(抄) ミルナー／蕃史 斉藤竹堂／西洋各国盛衰強弱一覧表(抄) ブロック／西洋事情(抄) 福沢諭吉／輿地誌略(抄) 内田正雄／万国新史(抄) 箕作麟祥／安南史(抄) 引田利章／史略(抄) 文部省編著／興亜策第一 吉田義静／米利堅志(抄) カッケンボス／古今万国綱鑑録(抄) ギュツラフ／欧羅巴文明史(抄) ギゾー／法蘭西志(抄) デュリュイ／法越交兵記(抄) 曾根俊虎／埃及近世史(抄) 柴四郎／国史編纂の方法を論ず 重野安繹／歴史学の進み 久米邦武／日本史学提要(抄) 三宅米吉／修史意見書 久米邦武／ゼルフィー『史学』抄訳 ゼルフィー／史学に従事する者は至公至平ならざるべからず 重野安繹／転換説 西村茂樹／明治第二の改革を希望するの論 植木枝盛／日本開化小史(抄) 田口卯吉／上古年代考 那珂通世／維新論 丸山名政／史料編纂につき請求の件 星野恒／尊攘紀事 岡千仭／愛国正義(抄) 古松簡二／小学歴史科に関する一考案 三宅米吉／世上流布の史伝多く事実を誤るの説 重野安繹／史の話 重野安繹／開国始末(抄) 島田三郎／仏国革命論 デューリンガー述／海国図志(翻刻諸本・抄) 魏源／大美聯邦志略(抄) ブリッヂマン／地理全志(抄) ミュアヘッド／瀛環志略(抄) 徐継畬／解説 田中彰 |
| 14   | 『科学と技術』飯田賢一 校注、1989年2月22日。ISBN 4-00-230014-5。 |
| 14   | 工学叢誌緒言 大鳥圭介／化学と医学との関係を論ず 三宅秀／理学之説 菊池大麓／広益国産考一之巻 大蔵永常／扶氏医戒之略 緒方洪庵／三本木開業之記 新渡戸十次郎／鉄銃製造御用中心覚之概略 大島高任／化学通巻一 川本幸民／百学連環総論 西周／日本木工道具之説 水上彦太郎／訓蒙窮理図解巻の一 福沢諭吉／西国立志編第二編 中村正直／民情一新第三章 福沢諭吉／日本服と洋服と衛生上利害如何 松山棟菴／電気瓦斯の両燈経費比較 藤岡市助／理科仙郷第一講 山県悌三郎／坑学寮新設に関する意見書 大島高任／技術伝習始末書 佐野常民／理化両学の功益を民間に播布せんことを務むべし 渡辺洪基／工芸雑誌の発刊を祝す 原田千之介／理学を振興するの説 手島精一／工業の進歩は理論と実験との親和に因る 志田林三郎／地方にも工手学校の設立を望む 田舎山人／同志社ハリス理化学校設立の趣旨 下村孝太郎／日本鉄道延線論 杉山輯吉／工業振興論 吉田平二朗／工族諸君に告ぐ 中江兆民／琵琶湖疏水水力配置方法報告書 田辺朔郎／現在の鉄道と未来の鉄道 佐分利一嗣／伊予鉱山論 今泉嘉一郎／足尾銅山鉱毒加害の儀に付質問 田中正造／我が国工学者社会に望む 田口卯吉／釜石鉄山の話、併せて我国鉄業の前途を論ず 野呂景義／技術者責任に就いて 渡辺洪基／鉱業試験所設立建議草稿 ネットー／農業改良按 フェスカ／工業の方針 ワグネル／在職二十五年祝賀会挨拶 ベルツ述／解説 飯田賢一 |
| 15   | 『翻訳の思想』加藤周一・丸山真男 校注、1991年9月30日。ISBN 4-00-230015-3。 |
| 15   | 堅き城は我等の神なり ルター／君はそれ バーンズ／訳書読法 矢野文雄／翻訳の心得 森田思軒／坪内逍遥宛の書簡 森田思軒／翻訳の苦心 森田思軒／戯曲の翻訳法 森鷗外／箕作麟祥君伝 大槻文彦／ウィットニー宛書簡 森有礼／「日本の教育」序文より 森有礼／参考 ウィットニーより森への意見 ウィットニー／月光 レーナウ／ミニョンの歌 ゲーテ／人生七期 シェークスピア／万国公法 重野安繹訳／アメリカ独立宣言 福沢諭吉訳／欧羅巴文明史 ギゾー／国法汎論 ブルンチュリ／英国開化史 バックル／非開化論 ルソー／維氏美学 ヴェロン／ジュリアス・シーザー シェークスピア／社会平権論 スペンサー／解説 加藤周一 |
| 16   | 『文体』加藤周一・前田愛 校注、1989年1月23日。ISBN 4-00-230016-1。 |
| 16   | 訳洋書義 斉藤竹堂／漢学不可廃論 中村敬宇／我邦に於る漢学の現在及び将来 森田思軒／福沢全集緒言 福沢諭吉∥著／文論・文章論 福地桜痴∥著／言文論 森鷗外／文章新論 坪内逍遥／演説法(抄) 城山静一／話術新論 土子笑面／読法を興さんとする趣意 坪内逍遥／逍遥子の朗読説 森鷗外／日本韻文論(抄) 山田美妙／記事論説文体軌範(抄) 福井淳／ことばのうみのおくがき 大槻文彦／高橋おでんの口供(全)／阿伝の咄 岡本起泉／高橋阿伝夜叉譚 仮名垣魯文／綴合於伝仮名書 河竹黙阿弥／高橋おでんくどき／臙脂虎伝 菊池三渓／阿伝偽供(全) 依田学海／和訳万国国法 重野安繹／航海造船報告書(全) 佐野常民／社会進歩ノ度に随ヒ撰挙権ヲ伸濶スベシ 沼間守一／小学問答 林多一郎／文明田舎問答 松田敏足／戦時採録 福地桜痴／榎本武揚蝦夷開拓ヲ乞フ書 榎本武揚／二十三条題目の建白 佐田介石／世界国尽 福沢諭吉／輿地誌略 内田正雄／スウィントン氏第弐リーダー独案内 スウィントン／探偵ユーベル ユゴー／蒸汽車器械 小林義直／船料理柳船 仮名垣魯文／目薬精錡水功験書 岸田吟香／日本パノラマ館／西洋料理千里軒の開店披露文(全) 福沢諭吉／辟易賦(全) 成島柳北／一種ノ電気燈(全) 痴嚢子／大久保利通未死論 酔多道士／虱の説 仮名垣魯文／航西日乗 成島柳北／航西日記 森鷗外／船上日記 森田思軒／岐阜竹枝 森春濤／見わたせば／春の歌 矢野竜渓／双蝶のわかれ 北村透谷／洋製の測時器を記す 佐藤一斎／北山安世に与ふ(全) 吉田松陰／学問のすすめ 福沢諭吉／百一新論 西周／安愚楽鍋 仮名垣魯文／怪談牡丹燈籠 三遊亭円朝／経国美談 矢野竜渓／佳人之奇遇 東海散士／新日本之青年 徳富蘇峰／同胞姉妹に告ぐ 岸田俊子／三酔人経論問答 中江兆民／当世書生気質 坪内逍遥／浮雲 二葉亭四迷／風流仏 幸田露伴／舞姫 森鷗外／時勢に感あり(全) 北村透谷／解説 加藤周一 |
| 17   | 『美術』青木茂・酒井忠康 校注、1989年6月22日。 |
| 17   | 美妙学説 西周／美とは何ぞや 坪内逍遥／美術真説 フェノロサ述／フェノロサの演説 フェノロサ述／鑑画会に於ける岡倉覚三の演説 岡倉覚三述／鑑画会沿革および組織／竜地会の前途 平山成信／日本画の将来如何 市島金治／市島金治への反論 小川三知／日本絵画の未来 外山正一／外山博士の演説を読む 林忠正／高橋由一履歴 柳源吉編／西洋画法の国家的社会的有用性 高橋由一／意匠会開設の発端および意匠会略則 高橋由一／第二回内国勧業博覧会出品願出品要旨 高橋由一／画学場建設主意 高橋由一／螺旋展画閣設立主意 高橋由一／フォンタネージの講義 フォンタネージ／洋画見聞録 岩橋教章／テースト(趣味)およびスタイル(画風)について 柳源吉／普通教育上毛筆画と鉛筆画について 本多錦吉郎／美術につきての一家言 原田直次郎／写真の位置 浅井忠／下岡蓮杖の写真事歴 山口才一郎／東京国立博物館列品分類の変遷／横山松三郎の履歴 亀井至一／銅石版業玄々堂松田敦朝の履歴／梅村翠山の銅版石版術沿革談／横浜開港見聞誌 玉蘭斎貞秀著画／西国立志編第六編 中村正直訳／ウィーン万国博覧会列品分類／内国勧業博覧会出品区分目録／ワグネル氏東京博物館建設報告 ワグネル／内国絵画共進会規則／東京府工芸品共進会規則 高崎五六／工部美術学校規則および沿革／東京美術学校規則／解説 青木茂／自由民権と美術 高橋由一／画会社創設趣意 高橋由一／和洋両画の併立奨励を求む 高橋由一／国粋主義批判 高橋由一／絵画工芸と淑女 高橋由一 |
| 18   | 『芸能』倉田喜弘 校注、1988年7月22日。ISBN 4-00-230018-8。 |
| 18   | 風俗歌舞源流考 重野安繹／演劇改良演説 末松謙澄／独逸戯曲太意 久松定弘／手前味噌(抄) 中村仲蔵／三遊亭円朝の履歴 朗月散史／粋興奇人伝 仮名垣魯文／俗楽旋律考 上原六四郎／外国人の公演／スリエの曲馬／竹村嘉祖課税の建言 竹村嘉祖／郷神楽の取締り／女性歌舞の営業願 加藤清次／劇場設置地域の掛合／国家に益なき遊芸／音楽取調べの見込書／東京府唱歌導入の方針／式部寮洋楽の伝習開始／東京府劇場制限の伺／教部省芸能を管轄／国歌撰定の試み／雅楽保存に関する意見書／能楽保護の請願／歌曲の改正は院本から 福地桜痴／演劇の作意衰退 福地桜痴／作者の意匠と品位の向上 福地桜痴／劇場私言 成島柳北／外国人ニ観セル演劇論 成島柳北／音楽問答 成島柳北／歴史の本読で驚かす鯰の開化者 仮名垣魯文／ロンドン日本人村 矢野竜渓／三味線と西洋楽器の比較 巌本善治／音楽を学ぶ者の心得 巌本善治／演劇御覧の事を聞きて天下の俳優に告ぐ 高田半峰／壮士芝居 中江兆民／演芸の改良 朝比奈知泉／音楽学校論 矢田部良吉／東京唱歌会合集会報告 東京唱歌会編著／解説 倉田喜弘 |
| 19   | 『都市 建築』藤森照信 校注、1990年7月23日。ISBN 4-00-230019-6。 |
| 19   | 演説書 楠本正隆／東京十五区臨時会議事録／橋本町元差配人嘆願書 鈴木常次郎／東京中央市区劃定之問題 松田道之／東京論 田口卯吉／市区改正意見書 芳川顕正／東京市区改正品海築港審議議事筆記(抄)／秘密建議書 井上馨／東京市区改正に関する元老院会議筆記(抄)／学校通論(抄) ウィカーシャム／中込学校新築請書 市川代治郎ほか／中込学校学舎新築奉願書 小林万吉ほか／戸田橋建設申言書 市川代治郎／山梨県の学校建築法関係史料 藤村紫朗／小宮山弥太郎顕彰碑の碑文 村松甚蔵／土屋庄蔵墓碑銘 富岡敬明／開智学校開校式式次ならびに祝詞／開智学校上棟式の報道／春日小学校建設記／尾山神社神門由来記 長谷川準也ほか／尾山神社の奉納詩歌 奥村栄滋ほか／碑文「朝暘学校の記」 重野安繹／朝暘学校官吏巡視記録／三島通庸子伝(抄)／山形県建築事業の報道／建築とは何か ジョサイア・コンドル／日本将来の住宅について 曾禰達蔵／建築哲学(抄) 伊東忠太／建築進歩の由来 辰野金吾／アーキテクチュールの本義を論じてその訳字を撰定し我が造家学会の改名を望む 伊東忠太／解説 藤森照信 |
| 20   | 『家と村』海野福寿・大島美津子 校注、1989年9月22日。 |
| 20   | 信濃国慣例(抄) 司法省編著／共修社記録／当今田舎青年の堕落ならびにその救済法 山本滝之助／遠州佐野郡幡鎌村の御仕法請書／報徳学斉家談上 岡田良一郎／済急趣意書 前田正名／三要点実行心得 前田正名／勤勉節倹儲蓄規約書／遠州敷知郡浅田村の村法／三遠農学社主義 三遠農学社編著／農家経済実験の講話 石川理紀之助／村内旧習一洗の大蔵省布達／青森県の民俗規制／地方の体制等改正の儀上申(抄) 大久保利通／地方政治改良意見案 井上毅／自治制講義市町村総論 モッセ／市制町村制制定後憲法実施前山県内務大臣の訓令 山県有朋／民選会設立についての投書 萩野左門／戸長選挙法の利害／市町村制 植木枝盛／町村組織はたして永続の見込みあるか／市町村制度の実施は、政治運動の上におおいなる変化を及ぼすべし 徳富蘇峰／民法草案人事編理由書第四章婚姻／民法草案婚姻および離婚の部への意見書 中西盾雄／いかなる民法を制定すべきや 植木枝盛／民法出でて忠孝亡ぶ 穂積八束／法典実施意見 梅謙次郎／斉家新論 斎藤捨蔵／家庭の革命人倫の恨事 湯浅初／家族的専制 徳富蘇峰／解説 海野福寿 |
| 21   | 『民衆運動』安丸良夫・深谷克己 校注、1989年11月22日。ISBN 4-00-230021-8。 |
| 21   | 百姓騒動根本記／世直しの強要につき村役人願書 兵右衛門ほか／世直し実行をせまる火札／世直しにつき貸金質物返還の一札 西沢藤左衛門／世直し騒動の風聞書 半左衛門／一揆勢と村々との世直し契状 善吉／下沢村小前の世直し一件書留／世直し廻状から鉄砲鎮圧にいたる聞書／富裕者の降参と施金施米の約束 源治右衛門／打ちこわしによる家財破損状況届書 塩田惣右衛門／改革騒動記／強訴監察録 岡熊治郎／独立派百姓の口書 下山秀吉／鶴田騒動落印方の動向／集訴人見立角力番付表／鶴田騒動阿呆陀羅経／赤報隊の高札／土地献上の願書 依田鉄之助／土地国有の建言書 依田鉄之助／土地均分の風聞／しんはんちょぼくれ／有田村武一の嘆願書／芸備等十六郡騒擾説諭／備中新古平民騒動の届書／讃岐の徴兵反対一揆／土寇紀事始末書／伊勢片田村旧庄屋の「過去記」 永谷助之丞／伊勢暴動の記録／熊本県・大分県党民罪案書／東洋社会党／相州地主の焼打 伊東市太郎／学芸講談会盟約／学術討論会概則／人力車夫演説会／千葉卓三郎の深沢権八宛書簡 千葉卓三郎／討論題集 深沢権八／民情の如何を知れ 末広重恭／言論の伸縮／地方演説会の困難／無届政談討論会(福島) 日向勝見／政談演説会中止解散につき上申 松本時正／政談演説停止解散につき具申 岩下敬蔵／政談演説会中止解散の上申 和喜多正邦／演説会中止解散にさいし告発 鈴木鉄太郎／政談演説会の中止解散(大阪)／政談演説会の中止解散(岡山)／政談演説会の中止解散(富山)／壮士大親睦会(仙台)／漁魚大懇親会(高知)／自由巻狩(兵庫)／懇親会で鯰魚を寸断(栃木)／自由運動会(埼玉・栃木) 山田顕義／竹槍携えて運動会(栃木)／野試合(愛知)／旧自由党員の運動会(神奈川)／佐倉宗五郎義民譚／民権葬儀／民権講談／「自由」のフォークロア／日本国籍脱管届／酒屋会議／集会条例と自由党／自由党の組織化活動／決死派の動向／決死党の景況及び無名の投書／自由党の政略及び内情／秋田県下騒擾報告書抜萃 佐々木真綱／秋田事件の経過 小野修一郎／三春地方の情勢／急進派の血盟／道路開鑿問題盟約／喜多方事件 佐藤志郎／弾圧／探偵書／中川恒之助復命書副書／天誅党主意書及び盟約規約／湯浅理兵以下八名予審終結言渡書／山田米吉・東間代吉予審終結言渡書／鹿児島県下三洲社の景況 山県有朋／愛国交親社の動向／鯉沼九八郎警察調書／河野広躰陳情書 河野広躰／困民党の動向／年賦無利息請願人員上願書／武相困民党申合規則並に維持法／武相困民党上願書ほか 須長漣造ほか／須長漣造の嘆願書草稿ほか 須長漣造／丸山教の動向／丸山講嫌疑議定書 下沢紋次郎ほか／御宝教奥之巻極意／小林樟雄法廷陳述 小林樟雄述／稲垣示法廷陳述 稲垣示述／神代復古誓願書 小林与平／国状 小林与平／神代復古誓願運動の報道／解説 深谷克己 |
| 22   | 『差別の諸相』ひろたまさき 校注、1990年3月15日。ISBN 4-00-230022-6。 |
| 22   | 蝦夷地開拓に関する諮問／開拓使への告諭 三条実美／アイヌへの告諭／琉球処分についての建議 井上馨／北海道の地所規則／アイヌ強化についての伺 松本十郎／樺太アイヌの移住処分申請 松本十郎／アイヌの風俗に関する開拓使布達／アイヌの歎願書 アンリキチコウほか／開拓使の「旧土人」呼称布達／琉球処分論 高橋基一／琉球所属に関する清国への説明書／教育予算の申請／旧慣温存の方針 佐野常民／骨洗いの慣習の報道／アイヌ救済費の申請 湯地定基／北海道土地払下規則 伊藤博文／入墨習俗根絶の報道／西海岸にての感覚 中江兆民／アイヌ論 久松義典／宮古島島費軽減及び島政改革請願書 西里蒲ほか／北海道土人保護法案／斃牛馬等勝手処置の布達／参考 蝦夷共教導方につき申諭すべき箇条 竹内保徳／弾左衛門身分引上げと渡辺村歎願／非人穢多称廃止建議 加藤弘蔵／穢多非人烟亡を平民となすの議 大江卓三／賤民制廃止の布告／解放令について姫路県の告諭／地方の人心と風聞に関する報告 福井英晴／備中村民の部落襲撃事件の報告／部落民の氏子加入要求に関する記録／美作血税一揆／部落内差別に対する告諭／部落民抵抗の報道／復権同盟結合規則／差別と抵抗の記録／新平民救済策 松本五郎／新民世界 中江兆民／参考 禁服訟歎難訴記／人身売買禁止の議 津田真道／黴毒検査規則／芸娼妓解放令／東京府貸座敷及び芸娼妓規則 大久保一翁／芸娼妓救済建議 田辺実明／廃娼論 津田真道／売淫を制するの策 秋野傲霜／群馬県の廃娼請願書 宮崎有敬ほか／群馬県廃娼令 楫取素彦／娼婦海外移出の報道／品行論[抄) 福沢諭吉／矯風会の目的 浅井柞／廃娼の急務／娼妓廃すべからざるの論 長谷川泰／廃娼論の影響 巌本善治／参考 長岡藩の廃娼 河井継之助／種痘施行につき触書／屠牛場・養豚場の閉鎖・移転の伺／「狂病者」厳重監護の布達／盲官廃止の儀伺 大久保利通／盲人の官職廃止につき布告／衛生事務条項の達／府庁に市街の清掃を求める投書／墓地及び埋葬取締規則標準／コレラ予防策について 高井俊／相馬事件関係文書／衛生論／コレラ除け祈願の珍景／コレラ病撲滅の告諭 伊藤博文／コレラ予防をめぐる誤解／新潟県のコレラ騒動／癩は不治の病にあらざる説 渡辺惟精／伝染病予防法心得書(抄)／疱瘡患者隔離の報道／大日本私立衛生会発会祝詞 長与専斎／血統論 福沢諭吉／東京府下水掃除改修の建白 後藤新平／衛生論 福沢諭吉／薬品・医院の新聞広告／参考 安政コレラの記録／窮民撫育の告諭／清掃につき触書／天然痘予防規則／洛中洛外流民救方の儀／貧院取建方の儀につき建白 山田耒耜郎ほか／非人乞食の処置につき布告／高輪救育所の窮民取扱案／乞食の処遇に関する建言 窪田次郎／済貧恤窮の説／乞食取締りに関する心得書／恤救規則／恤救規則について／貧乏やむをえざるの論 空野桑津／鉱山沿革調／貧民救助法を論ず 矢野文雄／救恤論 原敬／貧民救助論(抄) 末広重恭／貧民を重視すべきの論 山本隆徳／東京貧民街探訪記事／大阪府警部長の貧民移住案 大浦兼武／貧民移住反対の報道／窮民救助法案／貧民救助の策について 中江兆民／貧富論(抄) 福沢諭吉／参考 町方飢渇の者御救に関する上申 原善左衛門／坑夫事情の報告 福井英晴／高島炭鉱暴動関係の報道／高島炭鉱坑夫虐待事件の報道／囚人労働使役の契約書／参考 佐藤信淵の鉱山経営法／拷問の公認と禁刑日の規定／懲役法の布達／明治五年の監獄則(抄)／拷問廃止の上申 大木喬任／囚人反乱の報道／明治十四年の監獄則改定(抄)／監獄論(抄)／獄の奇談 岸田俊子／感化主義の示諭 山県有朋／懲戒主義の訓示 山県有朋／囚人苦役廃止の建議 恒岡直史／囚人虐待の報道／典獄申継書 高橋安誉／明治二十二年の監獄則改定(抄)／参考 橋本左内の獄制論 久坂玄瑞／窮民恤救申請の際の調査箇条／炭鉱に集治監設置の要請／北海道に監獄建設の伺／解説 ひろたまさき |
| 23   | 『風俗 性』小木新造・熊倉功夫・上野千鶴子 校注、1990年9月28日。ISBN 4-00-230023-4。 |
| 23   | 日本風俗改良論 土肥正孝／違式詿違条例 東京府ほか編著／違式詿違条例図解 昇斎一景画／点取交通論 佐田介石／風俗測定成績及び新案 坪井正五郎／東京、西京、及び高松に於ける風俗測定成績 坪井正五郎／東京百事流行案内 大川新吉編／函館繁昌記 高須墨浦／横須賀繁昌記 井上鴨西／男女普通家政小学(抄) 小林義則／日本支那西洋料理独案内(抄) 吉田正太郎／西洋朝鮮支那日本料理独案内(抄) 飯塚栄太郎／束髪案内(抄) 渡辺鼎／女子洋装の説／女子服制に関する思召書／地方生指針(抄) 本富安四郎／奇思妙構色情哲学(抄) 甲田良造／家内の快楽／主婦／妻たるものの務め／夫たるものの務め／女房の心得 望月誠／亭主の心得 望月誠／婦人もまた職業に従事するの義務あり／已婚婦の実業に従事する害悪を論ず ジェヴォンズ／内職、一家老幼各々その職業に就くを要す／婦女職業案内／新説男女異権論 後藤房／閨房必携懐妊避妊自由自在 末永雲外編／新撰造化機論 赤松市太郎／新撰造化機論(抄) 岡田常三郎／通俗男女自衛論(抄) レタウ／解説 小木新造ほか |
| 24   | 日本近代思想大系編集部 編 編『近代史料解説・総目次・索引』1992年4月20日。ISBN 4-00-230024-2。 |
| 24   | 公文録と太政類典 中野目徹／法令全書と法規分類大全 山室信一／日本外交文書 吉村道男／太政官日誌と官報 山室信一／三条実美関係文書 広瀬順晧／岩倉具視関係文書 広瀬順晧／大久保利通文書 佐々木克／木戸孝允とその史料 松尾正人／大隈重信文書 中村尚美／伊藤博文文書 鳥海靖／山県有朋文書 ジョージ・アキタ／井上毅文書 木野主計／佐佐木高行「保古飛呂比」 勝田政治／元田永孚文書 沼田哲／地方行政関係史料 大島美津子／神道・神祇関係史料 阪本是丸／軍事関係史料 吉田裕／美術関係史料 北沢憲昭／芸能関係史料 倉田喜弘／居留地関係史料 斎藤多喜夫 中武香奈美／アメリカの日本関係史料 M・W・スティール |